# (398188) Agni
Pour les articles homonymes, voir Agni.
(398188) Agni est un astéroïde géocroiseur de type Aton.

## Description
(398188) Agni est un astéroïde géocroiseur de type Aton, découvert par le programme de relevé astronomique WISE. Il présente une orbite caractérisée par un demi-grand axe de 0,86 UA, une excentricité de 0,27 et une inclinaison de 13,2 par rapport à l'écliptique.
Il est nommé d'après la divinité hindoue Agni.

## Compléments